# Synaldis soederlundi
Synaldis soederlundi är en stekelart som beskrevs av Fischer 2003. Synaldis soederlundi ingår i släktet Synaldis och familjen bracksteklar. Inga underarter finns listade i Catalogue of Life.